# Wielocierniowate
Wielocierniowate, liścieniowate (Nandidae) – rodzina słodkowodnych ryb okoniokształtnych. Kilka gatunków jest hodowanych w akwariach.

## Występowanie
Południowa Azja.

## Cechy charakterystyczne
- ciało wygrzbiecone, masywne
- duża głowa z dużym, szerokim otworem gębowym
- długa płetwa grzbietowa
- płetwa ogonowa zaokrąglona
- linia boczna niepełna lub niewidoczna

## Klasyfikacja
Do rodziny zaliczany jest tylko jeden rodzaj:
Nandus